# برکلیر (میسیسیپی)
برکلیر (به انگلیسی: Berclair) یک منطقهٔ مسکونی در ایالات متحده آمریکا است که در Leflore County واقع شده‌است. برکلیر ۳۸٫۱ متر بالاتر از سطح دریا واقع شده‌است.